# 郝象賢
郝象賢（7世纪？—688年5月15日），唐朝官员，安州安陆（今湖北省安陆市）人，郝處俊的孙子。
郝象賢在垂拱年间担任太子通事舍人。武则天对郝处俊在唐高宗时不支持自己很不满意，正好有奴仆指控郝象贤谋反，武则天令周兴审讯，判郝象贤灭族。郝象贤家人前往朝堂，向监察御史任玄殖诉冤。任玄殖上奏说郝象贤无谋反之实，結果被免官。垂拱四年（688年）四月十一日，处决郝象贤。郝象贤临刑前，破口大骂武则天，揭发宫中秘事，夺取木柴打行刑人。金吾卫士兵把郝象賢打死。武则天闻讯大怒，令人将他的尸体肢解，挖开其父母、祖父的坟墓，毁棺焚尸。于是在武则天时代，法司每次执行死刑，都先用木丸塞住犯人的嘴。